# Justizanstalt Innsbruck

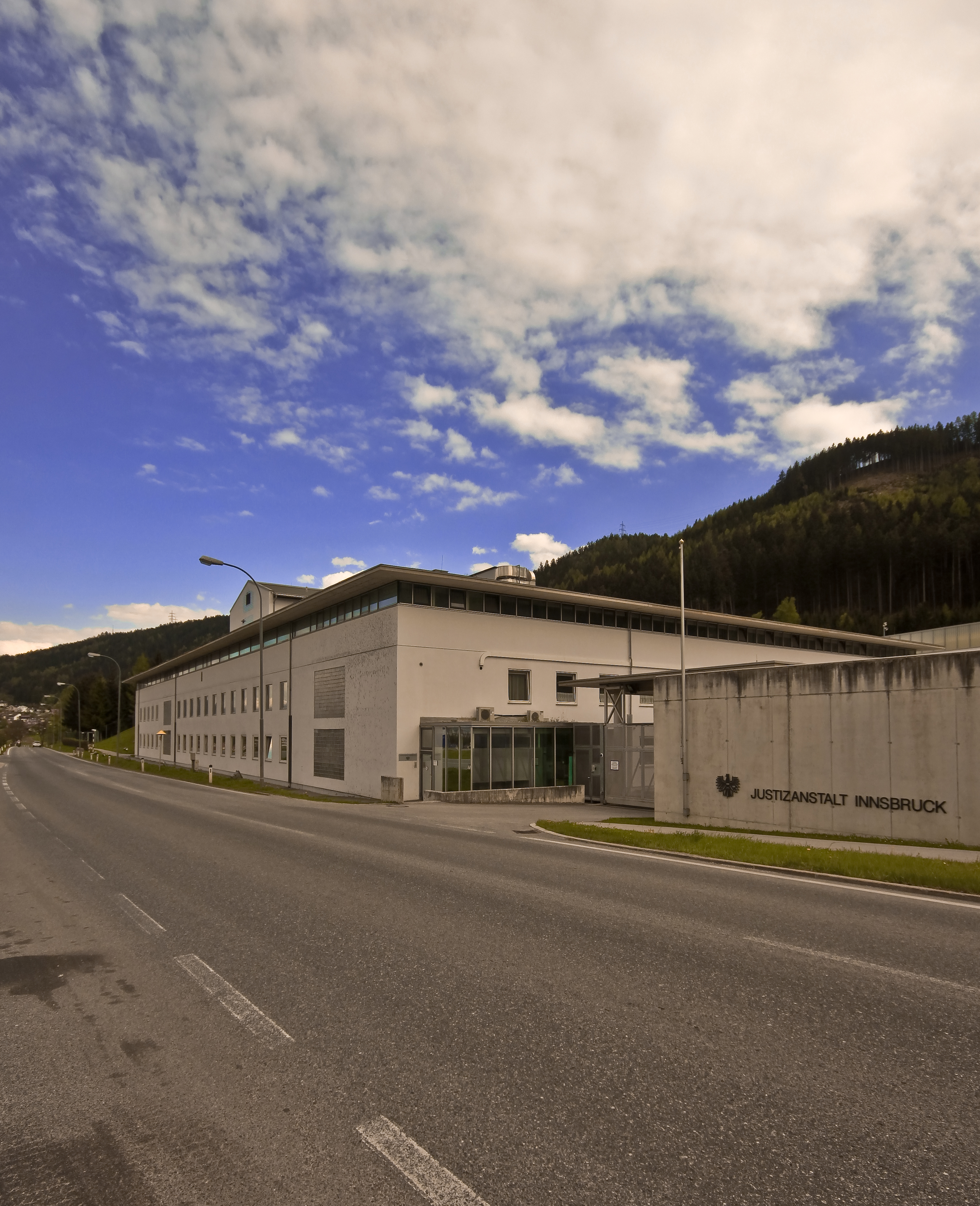
Außenansicht der Justizanstalt Innsbruck (2011)

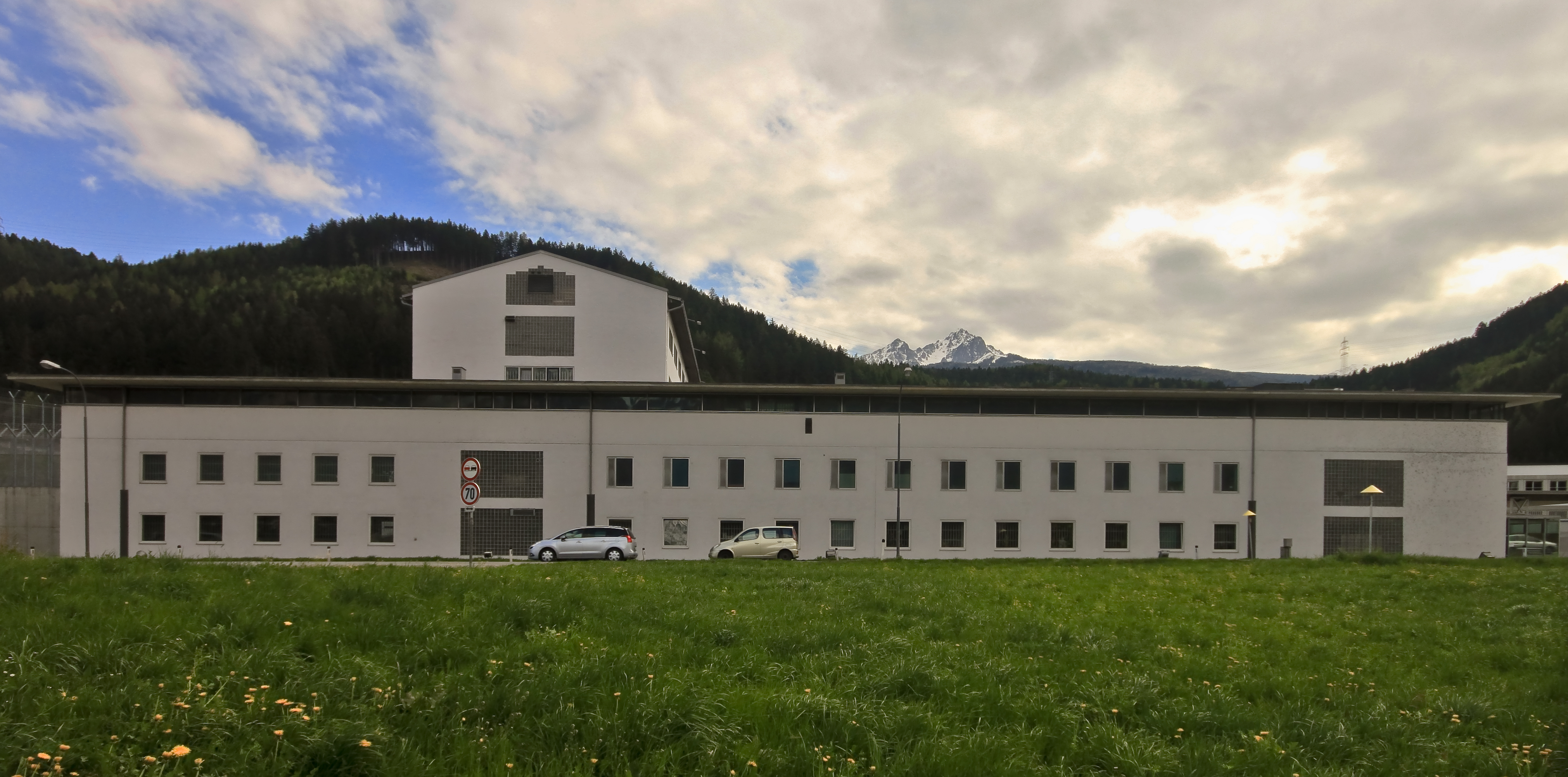
Frontalansicht von der Straßenseite (2011)

Die Justizanstalt Innsbruck (umgangssprachlich als Zieglstadl bezeichnet) ist ein gerichtliches Gefangenenhaus in der Stadt Innsbruck im österreichischen Bundesland Tirol. Sie liegt am südwestlichen Stadtrand im Stadtteil Sieglanger-Mentlberg direkt an der Gemeindegrenze zur Gemeinde Völs. Mit einer Belegsfähigkeit von 473 Haftplätzen ist das Gefängnis das drittgrößte gerichtliche Gefangenenhaus Österreichs. Eine besondere Stellung unter den Strafvollzugseinrichtungen kommt der Anstalt dadurch zu, dass sie die größte Haftanstalt in Westösterreich ist.

## Belegung
Die Justizanstalt Innsbruck ist ein Gerichtshofgefängnis und daher organisatorisch dem zuständigen Landesgericht in Innsbruck angeschlossen. In einer eigenen großen Abteilung werden durchschnittlich bis zu 120 Untersuchungshäftlinge angehalten.
Zum Stichtag 31. Dezember 2011 befanden sich 384 Häftlinge in dieser Anstalt. Laut Landesstatistik des Bundeslands Tirol waren im Jahr 2013 insgesamt 164 Bedienstete in der Justizanstalt beschäftigt, davon 29 weibliche und 135 männliche.

## Geschichte
1960 wurde mit dem Bau der Justizanstalt auf dem Gelände der früheren Ziegelei Norer begonnen. Im März 1967 wurde der Gefängnisbau für 409 männliche Insassen fertiggestellt. Ein Jahr später war der Baubeginn eines zusätzlichen Traktes für bis zu 44 weibliche Insassen, welcher im Jahr 1972 fertiggestellt wurde. Eine Generalsanierung der bestehenden Bausubstanz fand von März 1999 bis September 2003 statt.
Im Oktober 2006 wurde der jüngste Erweiterungsbau offiziell eröffnet. Dadurch können nun auch Häftlinge längere Strafen von bis zu fünf Jahren absitzen (bis dahin wie in jedem Gerichtlichen Gefangenenhaus nur bis zu 18 Monaten). Die Haftanstalt wurde um etwa 50 Haftplätze erweitert. Zusätzlich gibt es mittlerweile die Möglichkeit, Jugendliche in einem eigenen Gebäude unterzubringen.
Seit Juni 2018 verfügt die Justizanstalt Innsbruck über eine eigene Betriebsfeuerwehr. Im März 2020 trat bei einem neuen Häftling der Justizanstalt Innsbruck erstmals in einer österreichischen Justizanstalt eine Erkrankung an COVID-19 auf. Der Insasse war vor seinem Haftantritt im Infektionsherd Ischgl aufhältig gewesen und wurde bei seiner Aufnahme in der Justizanstalt gemäß einem Erlass der Justizministerin im Zuge der COVID-19-Pandemie in Österreich in einer vom restlichen Haftbetrieb separierten Zugangsabteilung untergebracht.

## Ausbildungsmöglichkeiten
Häftlinge haben die Möglichkeit, die folgenden praktischen Berufsausbildungen zu machen: Schlosser, Tischler, Maler, Installateur, Mechaniker.
Eine schulische Ausbildung wird nicht angeboten.